# イリス・ウォン
黄泆潼（イリス・ウォン、Iris Wong、1980年3月18日 -）は、香港生まれの女優、ディスクジョッキーである。本名は黄普欣。現在の所属事務所はスターJ&スナッズ・エンターテインメント・グループである。

## 人物・経歴
小さい頃から音楽に親しみ、中学生の時、学校を代表して歌唱コンクールに参加。三位入賞を果たす。
翌年、16歳の時にスカウトに発掘され、モデルをするようになる。
1999年、19歳の時にミス香港にエントリー。入賞こそしなかったものの、TVBと契約し、俳優生活をスタートさせた。後に、父親の親友である曾志偉（エリック・ツァン）の勧めでSTAREASTと契約。数々のドラマや映画に出演。
2005年、香港のインディーズバンド・4PMと協作。そのころから、DJ Miss Yellowを名乗るようになり、その後、DJとしての活動もするようになる。
DJとしては、電子音楽を好み、ヒップホップやR&Bが多い。

## 出演作品

### 映画
- 新紮師妹 - 小翠 役
- 龍咁威 2003 - 成兄の彼女 役
- 大丈夫 （大丈夫 Men Suddenly in Black） - エレベーターの乗客 役
- 新紮師妹2美麗任務 - 小翠 役
- 陰陽路15之客似魂来
- 監獄風雲之終身犯
- 絶密当案之人間蒸発
- 雀聖 - 哨牙珍 役
- 一個爛賭的伝説
- 狗仔大佬
- 懵伯
- 絶種鉄金剛 - Suzuki 役
- インファナル・アンフェア 無間笑 （精装追女仔2004） - 雪櫃 役
- 我真係見到鬼

### テレビドラマ
テレビ局はすべてTVB。
- 金枝欲妖孽（2004年）
- Yummy Yummy（2005年）
- 同撈同煲（2005年） - 狄麗娜 役
- 鐵血保鏢（2006年） - 蔡巧琴 役
- 高朋満座（2006年-2007年） - 朱智貞 役
- 東方之珠（2006年） - 紅紅 役
- 突圍行動（2007年） - apple 役
- 迎妻接福（2007年） - 春三娘 役
- 溏心風暴（2007年） - Elsa 役
- 通天幹探（2007年） - 陳美儀 役
- 甜言蜜語（2008年） - 許麗欣 役
- 捜神伝（2008年） - 嫣然（蚌精） 役
- 珠光宝気（2008年） - 陳奥さん(Ester) 役
- 碧血塩梟（2009年） - 艶紅 役
- ID精英（2009年） - 趙麗文 役
- 恋愛星求人（2010年） - 徐巧巧 役
- 仁心解碼（2011年） - 麦佩珊 役

### バラエティ
- 美女厨房（2006年）
- 鉄甲無敵奨門人（2008年）